# Монтиэль, Элиас
Элиас Энрике Монтиэль Авалос (исп. Elías Enrique Montiel Ávalos; род. 7 октября 2005, Тула-де-Альенде, Идальго) — мексиканский футболист, полузащитник клуба «Пачука».

## Клубная карьера
Монтиэль — воспитанник клуба «Пачука». 11 июля 2023 года в матче против «Леона» он дебютировал в мексиканской Примере.

## Международная карьера
В 2024 году в составе молодёжной сборной Мексики Монтиэль выиграл домашний молодёжный Кубок КОНКАКАФ. На турнире он сыграл в матчах против команд Гаити, Гватемалы, Коста-Рики, Кубы и США.

## Достижения
Международные
 Мексика (до 20)
- Победитель молодёжного чемпионата КОНКАКАФ — 2024